# Varapodio
Varapodio és un comune (municipi) de la Ciutat metropolitana de Reggio de Calàbria, a la regió italiana de Calàbria, situat a uns 80 km al sud-oest de Catanzaro i a uns 35 km al nord-est de Reggio de Calàbria. A 1 de gener de 2019 la seva població era de 2.069 habitants.
Varapodio limita amb els municipis següents: Ciminà, Molochio, Oppido Mamertina, Platì, Taurianova i Terranova Sappo Minulio.